# ایوان بریتاشویلی
ایوان سُلُمُنیس دزه بریتاشویلی (گرجی: ივანე სოლომონის–ძე ბერიტაშვილი; ۲۹ دسامبر ۱۸۸۴ – ۲۹ دسامبر ۱۹۷۴) یکی از فیزیولوژیست‌های بزرگ اهل گرجستان و شوروی و از بنیان‌گذاران علم بیو رفتارشناسی بود. او بنیان‌گذار و مدیر یک دانشگاه فیزیولوژی در گرجستان، آکادمیسین آکادمی علوم شوروی، عضو مؤسس آکادمی علوم پزشکی شوروی و علوم پزشکی گرجستان شوروی بود. بریتاشویلی در سال ۱۹۶۴ جایزه قهرمان حزب کارگر سوسیالیست را دریافت کرد. او برای بیش از نیم قرن فعالیتش یک رهبر در بین نوروفیزیولوژیست‌های کشورهای اروپای شرقی و مرکزی و شوروی سابق به حساب آمد. او در مطالعه عملکردهای بالاتر مغز، سعی کرد فیزیولوژی و روان‌شناسی را به هم ارتباط دهد. او بسیار تلاش کرد تا این دو را به هم نزدیک کند. او و آنری گستو بنیان‌گذاران سازمان بین‌المللی تحقیقات مغز (IBRO) بودند.
وی همچنین برندهٔ جوایزی همچون نشان پرچم سرخ کار و نشان لنین شده‌است.